# スズキ・アヴェニス
アヴェニス（AVENIS）はスズキのスクータータイプのオートバイである。
車名の由来は「AVENUE」（アベニュー）と「STREET」（ストリート）を併せ、都市の道路を自在に移動できるパーソナルコミューターとして命名された。海外へは、Epicuro(UC125/UC150)という名称で輸出されていた。

## 概要
アヴェニスは1998年に発売された。新設計の水冷4ストロークSOHC単気筒エンジンを搭載し、排気量125ccの小型自動二輪車のアヴェニスと150ccの軽二輪のアヴェニス150の2モデルが存在する。
125ccは最高出力14馬力、150ccは最高出力16馬力のエンジンは同世代の2ストロークエンジンと比較してもパワフルであり、前後12インチのホイールや低めの位置に構えた風防など、上位クラスのヨーロピアンスタイルのスクーターとして発売された。
しかし、その特異なスタイルや大柄な車体、平坦ではないフロアステップ、高額な車体価格など、アドレス110と同じような評価を受けることなく、販売は振るわなかった。また、後のビッグスクーターブームの煽りを受けた形になり、2007年に生産終了している。
また、川崎重工業汎用機カンパニー（現：カワサキモータース）ではスズキからアヴェニス150のOEM供給を受けエプシロン150という名前で販売していた。こちらもOEM提携解消に伴い販売終了となっている。
2022年10月、 アヴェニス125として日本国内に再投入されることとなった。 インドをはじめとして世界で販売されるグローバルモデルである。